# Dominique Pire
Dominique Pire tên khai sinh là Georges Charles Clement Ghislain Pire, sinh ngày 10.2.1910 tại Dinant, từ trần ngày 30.1.1969 tại Leuven, là một linh mục dòng Đa Minh người Bỉ, đã làm việc giúp đỡ các người tị nạn châu Âu sau Thế chiến thứ hai. Ông đã được nhận giải Nobel Hòa bình năm 1958.

## Cuộc đời và sự nghiệp
Ông là con trưởng của Georges Pire, Sr. và bà Berthe (Ravet) Pire. Ông học môn cổ ngữ và triết học tại trường Collège de Bellevue. Năm 18 tuổi, ông vào tu trong tu viện dòng Đa Minh La Sarte ở Huy, Bỉ. Ông khấn trọn ngày 23.9.1932, lấy tu danh là Dominique, theo tên vị thánh sáng lập dòng tu này. Sau đó ông sang học thần học và khoa học xã hội tại Đại học giáo hoàng thánh Thomas Aquinas (Pontifical University of St. Thomas Aquinas (Angelicum) ở Roma, và đậu bằng tiến sĩ thần học năm 1936 với luận án "L’Apatheia ou insensibilité irréalisable et destructrice" (Apatheia hay tính vô cảm không thực hiện được và phá hoại).
Ông trở về tu viện La Sarte, ở Huy, nơi ông hiến thân vào việc giúp đỡ các gia đình nghèo sống theo phẩm giá của họ. Trong Thế chiến thứ hai, ông làm linh mục tuyên úy cho Phong trào kháng chiến Bỉ, tích cực tham gia các hoạt động của phong trào này như che giấu và giúp các phi công Đồng Minh bị bắn rơi, trốn ra khỏi nước Bỉ. Sau chiến tranh, ông đã nhận được nhiều huy chương cho việc làm này.
Năm 1949, ông bắt đầu nghiên cứu các vấn đề liên quan tới các người tị nạn sau chiến tranh và viết một quyển sách về những người này, nhan đề Du Rhin au Danube avec 60,000 D. P. (Từ sông Rhin tới sông Danube với 60.000 người di cư). Ông lập một tổ chức để giúp đỡ họ. Tổ chức này lập ra sự đỡ đầu cho các gia đình di cư và trong thập niên 1950 đã xây dựng nhiều ngôi làng cho họ ở Áo và Đức. Dù là tu sĩ dòng Đa Minh, Dominique Pire không bao giờ trộn lẫn đức tin cá nhân của mình với việc làm nhân danh sự công bằng xã hội, một quyết định không phải lúc nào bề trên dòng tu của ông cũng thông cảm cho ông.
Sau khi nhận giải Nobel Hòa bình, Pire cũng giúp thành lập "Đại học Hoà bình" ("Peace University") để tạo sự thông cảm toàn cầu. Sau đó, ông nhận thức được là hoà bình không thể đạt được nếu không diệt trừ được sự nghèo khó, nên ông đã lập "Quần đảo Hòa bình" (Islands of Peace), một tổ chức phi chính phủ giúp đỡ cho sự phát triển dài hạn của dân cư nông thôn trong các nước đang phát triển. Các dự án đã được bắt đầu ở Bangladesh và Ấn Độ.
Ông từ trần tại Bệnh viện Công giáo Louvain ngày 30.1.1969, do biến chứng của phẫu thuật.
Hơn 30 năm sau khi ông qua đời, 4 tổ chức do ông thành lập vẫn còn hoạt động. Năm 2008 một chương trình vinh danh việc làm của ông đã được lập tại Viện Las Casas ở Blackfriars Hall, Đại học Oxford.

## Các tổ chức do Dominique Pire thành lập
- Service d'Entraide Familiale: các việc làm nhằm tái hội nhập các người trong tình trạng khó khăn vào xã hội.
- Aide aux Personnes Déplacées: hoạt động trong phạm vi các người di cư ở Bỉ và bảo trợ các trẻ em ở các nước đang phát triển.
- Université de Paix Lưu trữ ngày 18 tháng 5 năm 2014 tại Wayback Machine: chuyên tập trung vào việc ngăn ngừa xung đột trong gia đình và tại nơi làm việc.
- Iles de Paix: các dự án phát triển dài hạn cho dân cư ở Burkina Faso, Bénin, Mali, Guinea Bissau, Ecuador, Bolivia và Peru.

## Các tác phẩm
- Bâtir la paix, Bruxelles, 1966.
- Vivre ou mourir ensemble, Bruxelles, 1969.

## Các sách viết về Dominique Pire
- SCHUFFENECKER, Gérard: Une révolution tranquille, Fondation Pire, Huy, 1979.
- VEHENNE, Hugues: Dominique Pire. Souvenirs et entretiens, Julliard, Paris, 1959.
- VAN DAMME, Guido: Le Père Pire, Prix Nobel de la Paix 1958, Editions Fidélité, Namur, 2008.